# Jodeliszki
Jodeliszki – wieś w Polsce położona w województwie podlaskim, w powiecie sejneńskim, w gminie Sejny.
W latach 1954–1971 wieś należała i była siedzibą władz gromady Jodeliszki, po jej zniesieniu w gromadzie Krasnowo. W latach 1975–1998 miejscowość administracyjnie należała do województwa suwalskiego.